# Море, Николь
Николь Море (фр. Nicole Maurey; 20 декабря 1925, Буа-Коломб, Иль-де-Франс — 11 марта 2016, Версаль, Франция) — французская актриса
 кино и телевидения.

## Биография
Выступала, как танцовщица. Училась в Консерватории драматического искусства в Париже.
Дебютировала в кино в 1945 году. После съёмок в фильмах режиссёров Робера Брессона и Саши Гитри, была в 1950-х годах приглашена в Голливуд.
В 1960-х годах переехала в Великобританию и снялась в нескольких британских фильмах. Вернувшись во Францию, до середины 1980-х годов играла, в основном, в телевизионных фильмах.
За свою карьеру с 1945 по 1997 год снялась в около 70 кино- и телефильмах, телевизионных постановках.
Умерла в возрасте 89 лет и была кремирована на кладбища Порт-де-Триво в Кламаре.

## Избранная фильмография
- 1983: Марианна, звезда для Наполеона — принцесса де Беневен
- 1981: Одинокая Коко Шанель — эпизод
- 1977: Глория — Алиса
- 1972—1974: Жозеф Бальзамо — мадам де Граммон
- 1970: Ноэль до четырёх ветров
- 1966: Плохое время для мух
- 1965: Полный свет на Станисласа — Клер
- 1962: День триффидов — Кристина Дюран
- 1959: Дом семи ястребов
- 1958: Я и полковник — Сюзанна Руайе
- 1957: Немедленное действие — Диана Росси
- 1956: Смелый и храбрый
- 1956: Оружие — Вивьен
- 1955: Преданный муж
- 1955: Наполеон: путь к вершине — эпизод (нет в титрах)
- 1955: Касабланка (ТВ) — Денис
- 1954: Тайны Версаля  — герцогиня де Фонта́нж
- 1954: Тайна инков — Елена Антонеску
- 1953: Ночные компаньоны — Ивонн Лериш
- 1953: Маленький мальчик потерян — Лиза Гаррет (озвучание — Марина Ладынина)
- 1953: Враг общества № 1 — Пегги
- 1950: Дневник сельского священника — мисс Луиза
- 1945: Чёрный всадник